# جزيرة سينومباك
جزيرة سينومباك وهي جزيرة من جزر إندونيسيا، وتقع في إقليم كالمنتان الشرقية.